# Kecamatan Tavaili
Kecamatan Tavaili är ett distrikt i Indonesien.   Det ligger i provinsen Sulawesi Tengah, i den norra delen av landet, 1 600 km öster om huvudstaden Jakarta.